# Thomas Kyd
Thomas Kyd (getauft 6. November 1558 in London; begraben 15. August 1594 [?] ebenda) war ein englischer Dramatiker und gilt neben William Shakespeare und Christopher Marlowe als einer der herausragenden elisabethanischen Dramatiker.

## Leben
Über Kyds Leben ist wenig bekannt. Sein Vater Francis war Schreiber in London. Zusammen mit seiner Frau Anna ermöglichte er ihm eine gute Schulbildung an der Merchant Tailor’s School; er besuchte jedoch keine Universität. Von 1583 bis 1587 verfasste er Stücke für die vom Königshof gerade erst zusammengestellte Theatergruppe Queen Elizabeth’s Men, von denen aber keines erhalten blieb. Möglicherweise trat er in eine Ausbildung bei seinem Vater, dies gilt jedoch nicht als belegt. Ab 1590 dürfte er einige Jahre in den Diensten eines Aristokraten gestanden haben (vermutlich Lord Strange, einem Kulturförderer oder dem Earl of Sussex). Ab 1591 wohnte und arbeitete er mit Christopher Marlowe zusammen und war mit Ben Jonson und John Lyly befreundet.

## Kyd und Marlowe
Kyds Leben scheint eng mit dem Christopher Marlowes verknüpft. Vermutlich am 12. oder 13. Mai 1593 wurde er im Zusammenhang mit staatsgefährdenden Plakaten (sog. Dutch Church Libels), die in London kursierten und von einem gewissen Tamburlaine (der Hauptfigur aus dem Drama Tamburlaine von Marlowe) unterzeichnet waren, verhaftet. Bei einer Durchsuchung seiner Wohnung, in der er einige Jahre zuvor zusammen mit Marlowe gelebt hatte, wurden im Rahmen der Fahndung nach den Urhebern obiger Plakate zwar nicht diese, aber andere Schriften (of “vile heretical conceits denying the deity of Jesus Christ.”) gefunden, die ihn massiv des „Atheismus“ und der Häresie beschuldigten. Er wurde verhaftet und zur Erpressung eines Geständnisses im Bridewell Gefängnis gefoltert. Er versuchte, alle Schuld auf Marlowe abzuschieben, der allerdings während Kyds Haft am 30. Mai 1593 unter obskuren Umständen selbst zu Tode gekommen war. Die wirkliche Todesursache Marlowes (lange Jahre galt er als bei einer Wirtshausschlägerei erstochen) wurde erst mit der Entdeckung der Originalunterlagen des Coroners Inquest 1925 durch Leslie Hotson in den Britischen Staatsarchiven aufgeklärt. Kyd wurde später freigelassen, starb aber nur etwa ein Jahr später, wohl an den Folgen der Folter, verarmt und in Ungnade ohne den Schutz eines adligen Schirmherren.

## Werk

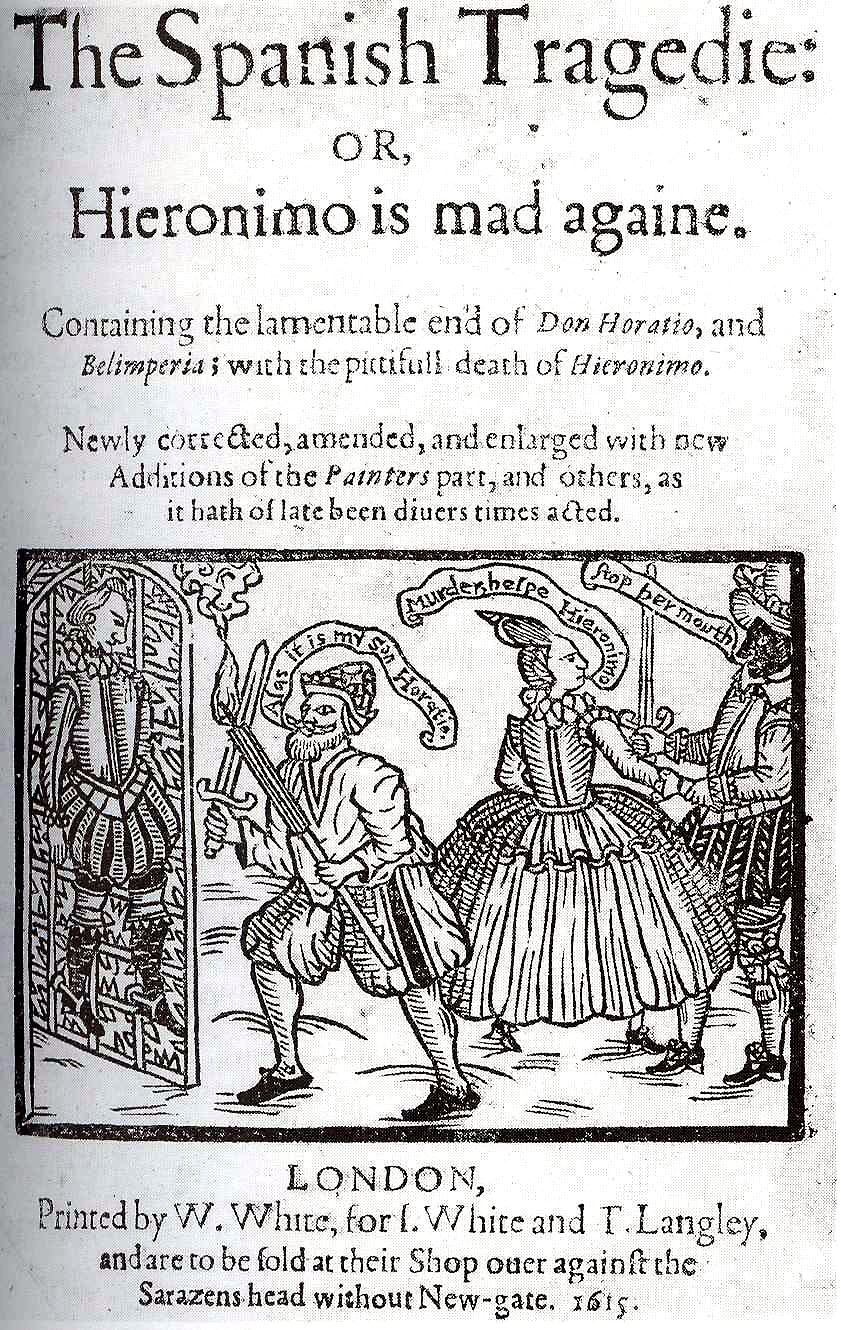
The Spanish Tragedie: Titelblatt des Drucks von 1615

Mit seinem überschaubaren Werk, das zu seinen Lebzeiten im Wesentlichen anonym veröffentlicht wurde, hatte Kyd wesentlichen Einfluss auf die Literatur seiner Zeit. Obwohl die Klärung der Autorenschaft bei Kyd aufgrund der anonymen Veröffentlichungen teilweise erschwert oder problematisch ist, wird zu seinen Werken neben Die Spanische Tragödie (deutsche Erstübersetzung 1881) und The Tragedie of Solimon and Perseda (1592?) auch das Lesedrama Cornelia (1594) gezählt, das eine Bearbeitung der von Seneca inspirierten Tragödie Cornélie (1574) des französischen Autors Robert Garnier ist. Solimon and Perseda, dessen Handlung der des Stückes im Stück in The Spanish Tragedy entspricht, wird der Verfasserschaft Kyds einzig aufgrund interner Evidenz zugesprochen. Weiterhin wird Kyd oftmals eine Urfassung des Hamlet zugeschrieben, die Shakespeare vermutlich wiederum als Quelle für seinen Hamlet nutzte.
Kyds Drama The Spanish Tragedy (etwa 1592), eine Rachetragödie, wird als genrebildend angesehen und zum Vorbild für zahlreiche Stücke, die in dieser beliebten Gattung geschrieben wurden. Der häufig Kyd zugerechnete hypothetische Ur-Hamlet, ein nicht mehr erhaltenes Drama, dürfte wahrscheinlich aus der von Saxo Grammaticus überlieferten Amletus-Sage geschöpft haben, das ebenfalls eine Rachethematik hatte.  Das Stück Arden of Faversham (um 1590) kann Kyd dagegen nicht mit hinreichender Sicherheit zugeordnet werden.